# Émile Poilvé
Émile Poilvé (Mégrit, Côtes-d'Armor, 19 de setembro de 1903 — Lescouët-Jugon, Côtes-d'Armor, 11 de outubro de 1962) foi um lutador de luta livre francês.

## Carreira
Foi vencedor da medalha de ouro na categoria de 72-79 kg kg em Berlim 1936.